# 西蒙·杰克逊
西蒙·杰克逊（英語：Simon Jackson，1972年5月28日—），英国男子柔道运动员。他曾代表英国参加1988年、1992年、1996年、2000年和2004年夏季残疾人奥林匹克运动会柔道比赛，获得三枚金牌和一枚铜牌。